# Нордвестукермарк
Нордвестукермарк (нім. Nordwestuckermark) — громада в землі Бранденбург, Німеччина.
Входить до складу району Укермарк. Населення — 4762 мешканців (на 31 грудня 2010). Площа — 253,14 км². Офіційний код — 12 0 73 429.
| Рік  | Населення |
| ---- | --------- |
| 2005 | 5277      |
| 2010 | 4810      |

## Галерея

Fürstenwerder
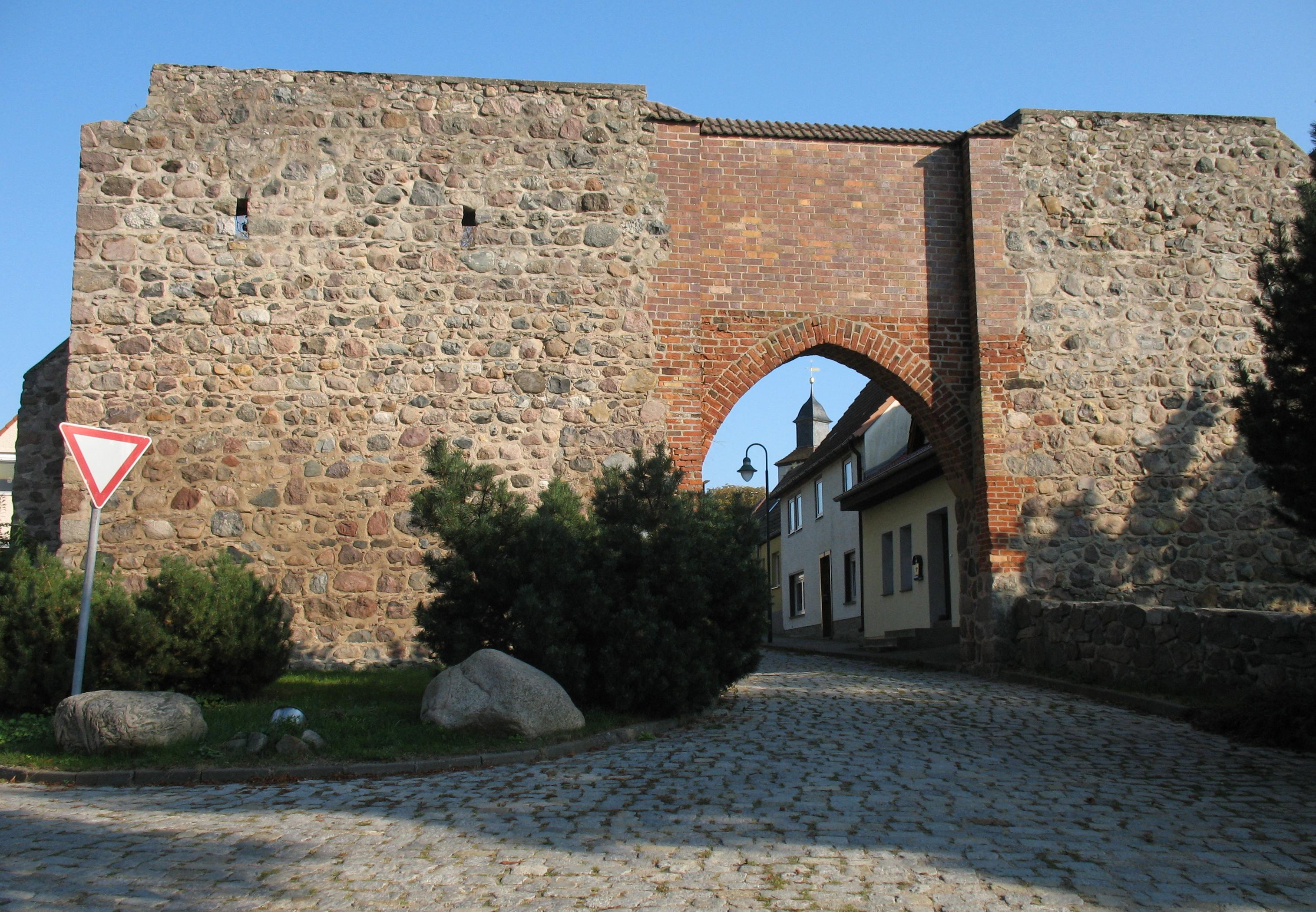
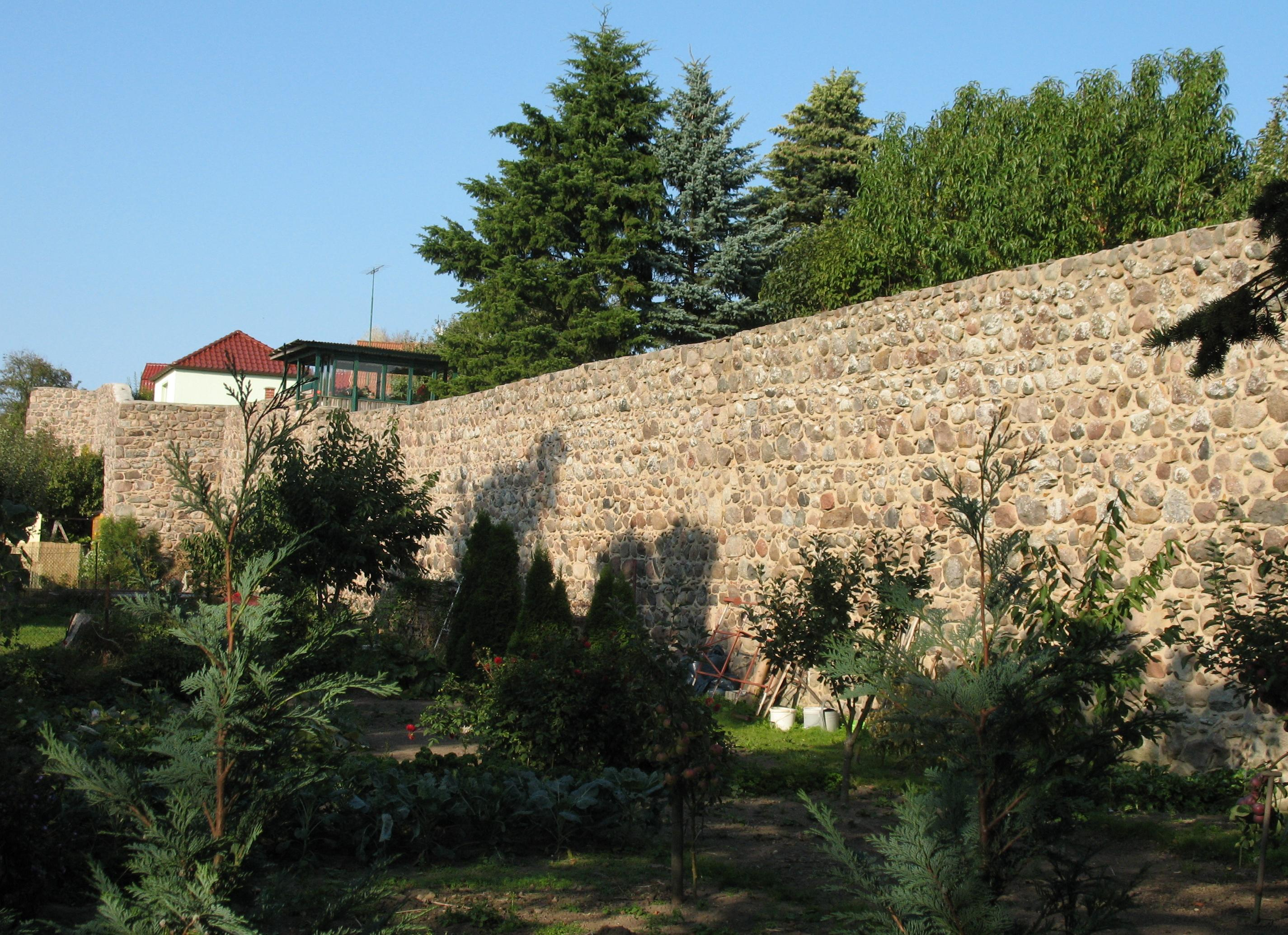
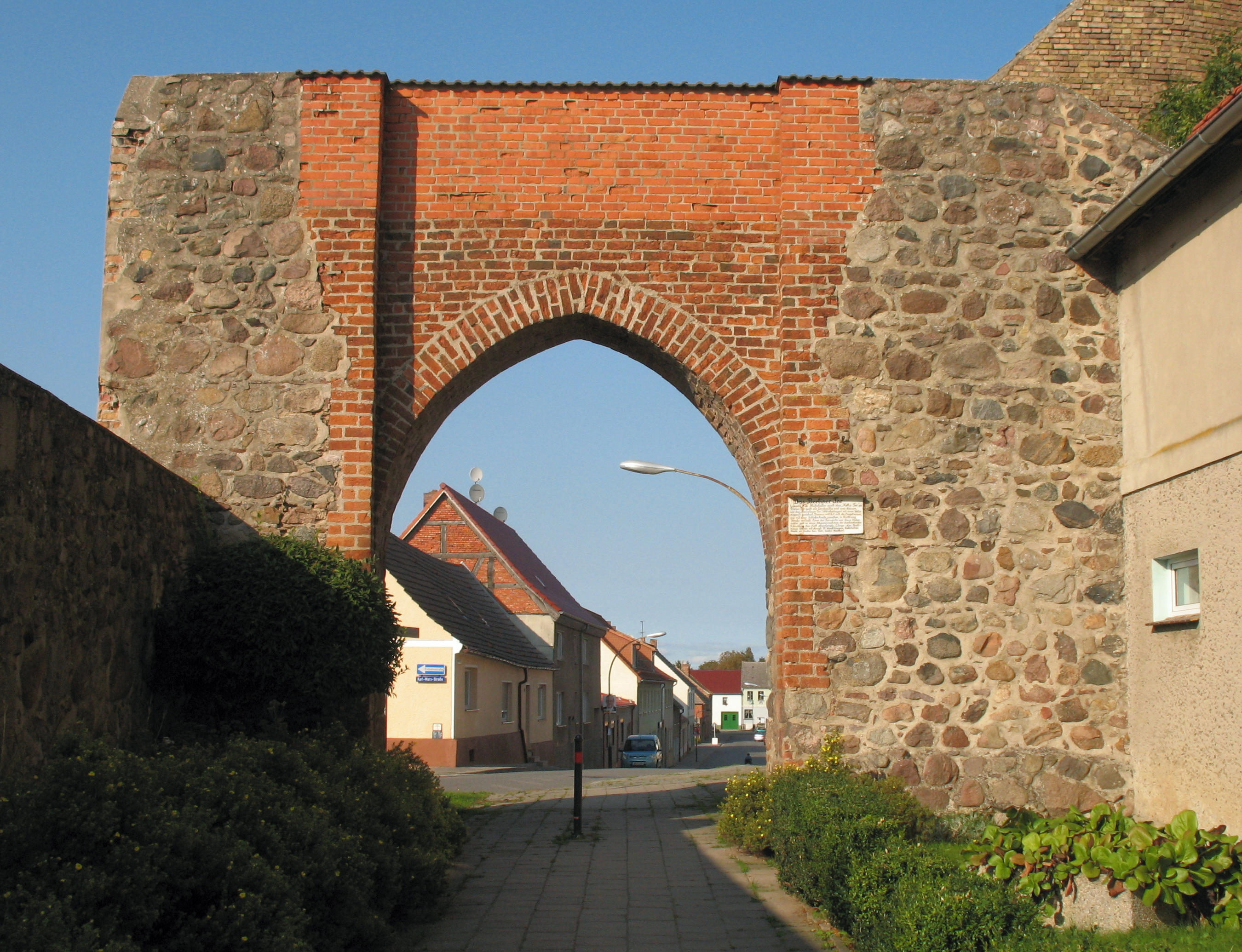